# Kolonia robotnicza kopalni „Kleofas”
Kolonia robotnicza kopalni „Kleofas” – osiedle patronackie powstałe dla pracowników kopalni węgla kamiennego „Kleofas”, położone w północno-zachodniej części Katowic, w dzielnicy Załęże. 
Kolonia, składająca się głównie z familoków, położona jest pomiędzy ulicami Wiśniową i F. Bocheńskiego. Została ona wybudowana w latach 1890–1914 na zlecenie właściciela ówczesnej kopalni „Cleophas” – spółki Georg von Giesches Erben, z czego część według projektów opracowanych przez Emila i Georga Zillmannów. Zabudowa kolonii objęta jest ochroną, a także wpisana jest do gminnej ewidencji zabytków.

## Historia

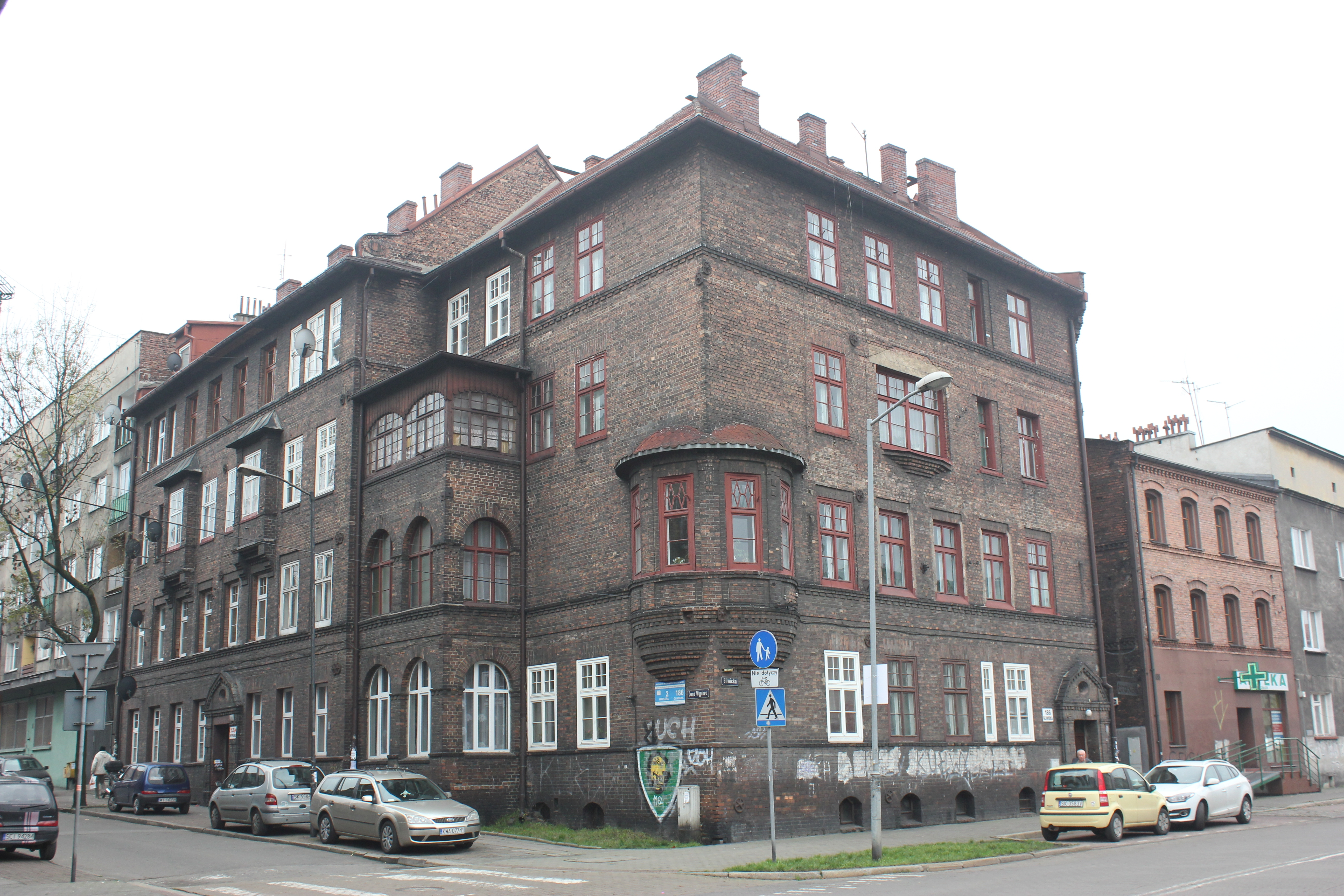
Dawny dom urzędniczy przy ulicy J. Wyplera 2 i Gliwickiej 186 (2017)

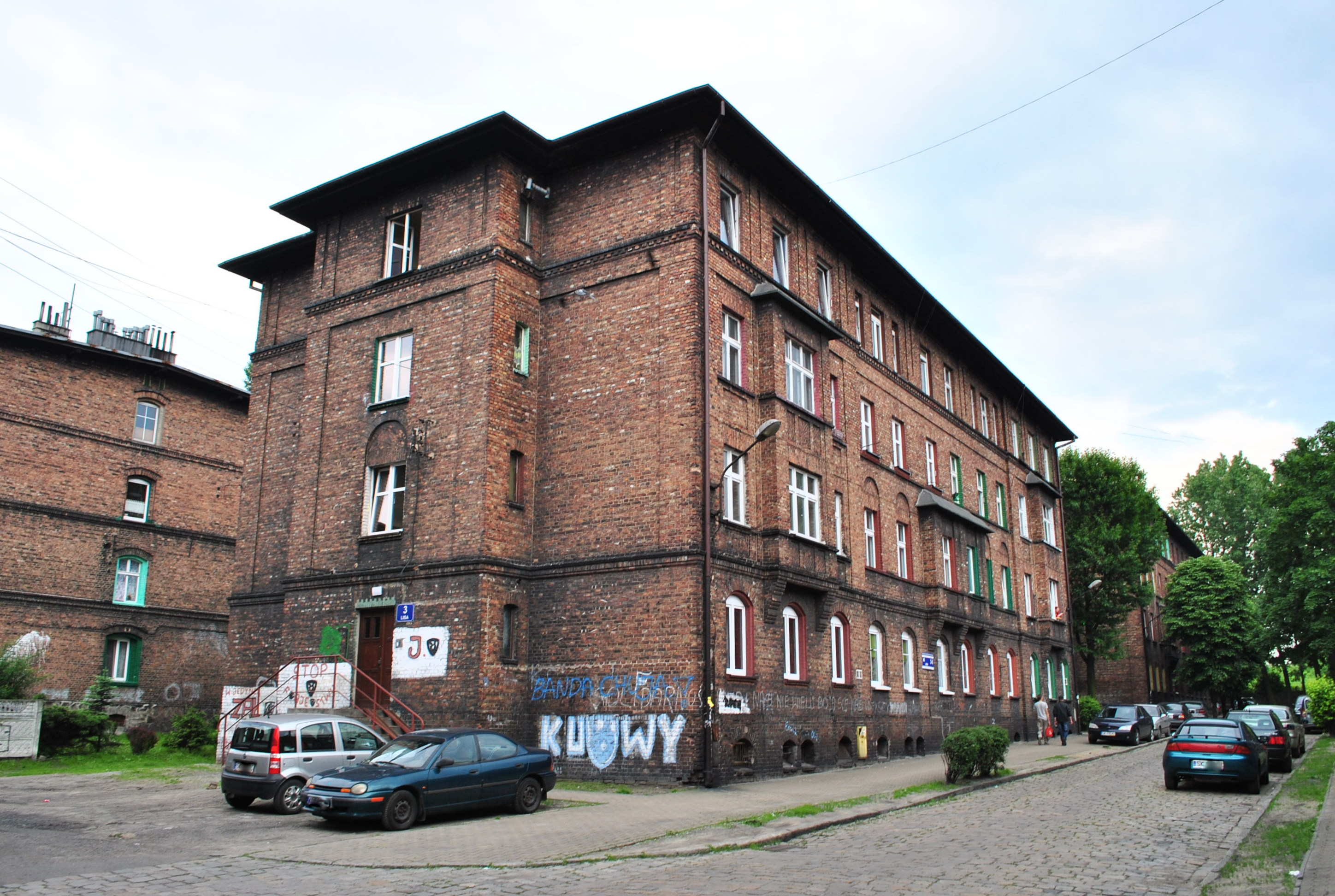
Familok przy ulicy Lisa 3/5 projektu Emila i Georga Zillmannów (2013)

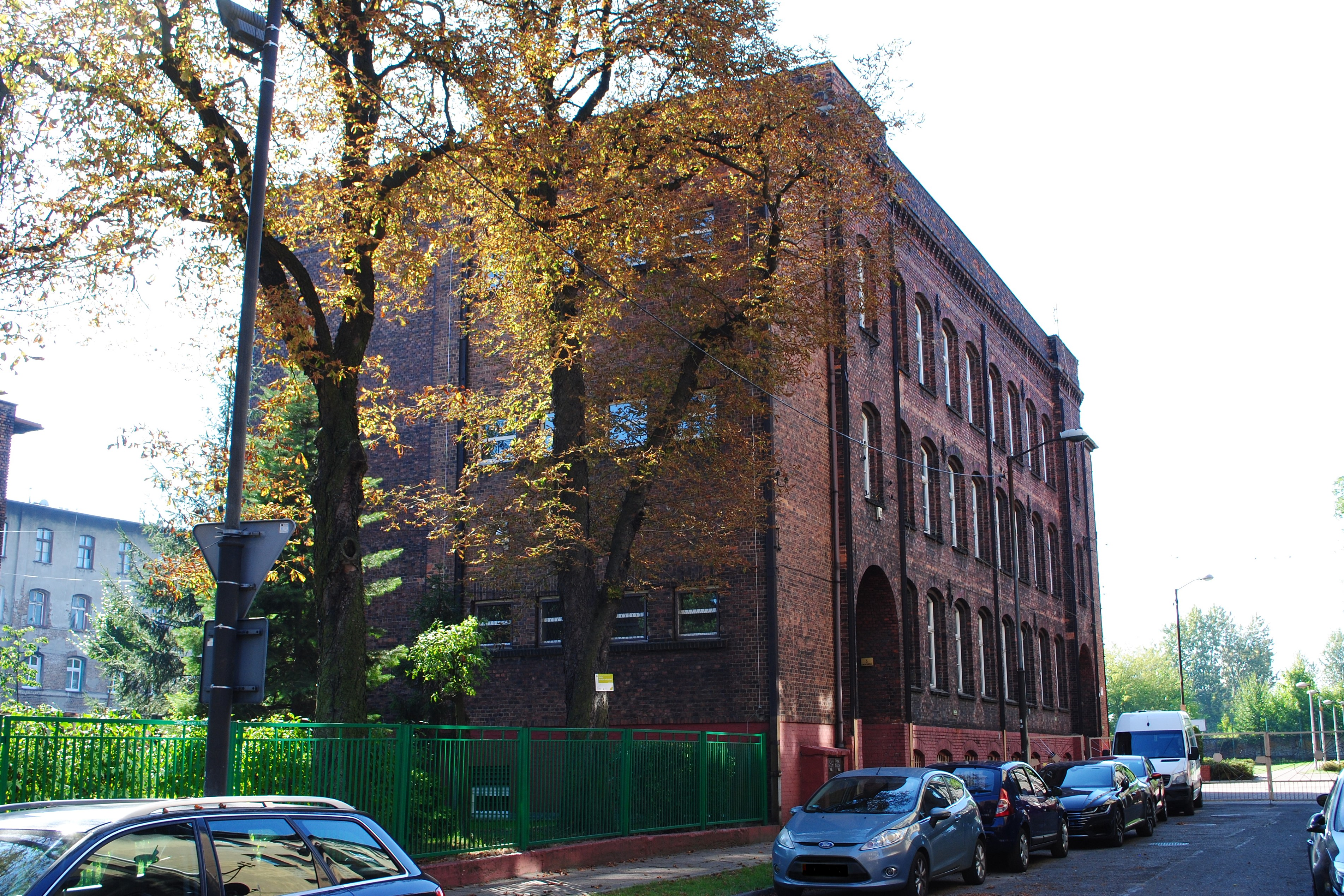
Gmach Szkoły Podstawowej nr 22 im. J. Słowackiego (2024)

W 1840 roku w Załężu została założona kopalnia węgla kamiennego „Cleophas” (późniejszy „Kleofas”), a jej pierwszym właścicielem był Karol Godula. W dniu 28 lutego 1862 roku kopalnię „Cleophas” zamknięto, a w 1880 roku nowym właścicielem zakładu została spółka Georg von Giesches Erben. Pierwszy węgiel z kopalni po przejęciu przez spółkę wydobyto w 1886 roku. Zakład ten bardzo szybko się rozwijał, a węgiel kamienny zaczęto wydobywać z coraz to głębszych pokładów.
Wraz z szybkim rozwojem kopalni na przełomie XIX i XX wieku zwiększało się zatrudnienie w zakładzie, a niemal równocześnie z budową nowego zakładu głównego przez spółkę Georg von Giesches Erben rozpoczęła się budowa domów dla robotników. Familoki zostały wybudowane w latach 1890–1914, zajmując znaczną część zachodniej części Załęża. Powstały ona w rejonie dzisiejszych ulic: F. Bocheńskiego, Pokoju, Wiśniowej i Lisa. Jeden z budynków przy ulicy Lisa stanowił bazę noclegową dla budowniczych załęskich familoków – był to dwukondygnacyjny familok przy ulicy Lisa 6-8.
Pierwsze familoki wybudowano w rejonie dzisiejszych ulic F. Bocheńskiego, Pokoju i Wiśniowej (pierwsze dwa budynki, domy noclegowe, powstały przy skrzyżowaniu ulicy Wiśniowej z ulicą Gliwicką). Początkowo były to jednopiętrowe budynki z mieszkalnym poddaszem, później uzupełniane dwu- lub trzypiętrowymi familokami. Współcześnie w stanie pierwotnym przetrwały familoki przy ulicy Wiśniowej oraz familoki połówkowe przy ulicy Pokoju.
Osiedle zostało wyposażone w pralnię i piekarnię (w późniejszym czasie budynek ten pełnił funkcję łaźni), zaś pośrodku osiedla powstał gmach szkoły (obecna Szkoła Podstawowa nr 22 im. J. Słowackiego w Katowicach). Została ona otwarta w 1903 roku. Emil i Georg Zillmannowie w 1910 roku zaprojektowali salę gimnastyczną szkoły. Konsum funkcjonował przy ulicy Wiśniowej. W sąsiedztwie kolonii, w 1907 roku powstał dom pracowniczy kopalni „Kleofas”, zaś przy ulicy J. Wyplera 2 powstał dom urzędniczy – pochodzi on z 1912 roku.
W 1913 roku dyrekcja kopalni „Cleophas” zwróciła się do Zillmannów z prośbą o przerobienie projektów, na podstawie których wybudowano wcześniej domy dla pracowników kopalni. Według opracowanych na nowo planów powstały m.in. budynki przy współczesnej ulicy Lisa 3-5 i 7-9, a bardzo podobne obiekty wzniesiono także przy ulicach Ślusarskiej i J. Wyplera.
Według mapy z 1916 roku pozostały jeszcze wolne parcele w rejonie ulic J. Wyplera, Lisa i Gliwickiej, które zabudowano familokami wzorowanymi na tymi położonymi w Nikiszowcu. Mapa z 1933 roku przedstawiała kolonię po ukończeniu II etapu rozbudowy i do tego czasu kolonia familoków kopalni „Kleofas” przybrała ostateczny kształt. Wybudowane domy robotnicze, wolnostojące i typu kamienicowego, doprowadziły do całkowitej zmiany charakteru tego miejsca na robotniczy.
W latach 60. i 70. XX wieku kopalnia „Kleofas” przebudowała część familoków położonych przy ulicy: J. Wyplera, Ślusarskiej i Lisa. W ramach przebudowy zlikwidowano sienie i zastąpiono je małymi klatkami schodowymi, z których bezpośrednio się wchodzi do przedpokojów. Tam zaś umieszczano łazienki i drzwi do kuchni, zaś reszta mieszania pozostawała bez zmian. Nad dachem dobudowano zaś pomieszczenia na pralnie i suszarnie. Projekt ten zarzucono z uwagi na zbyt wysokie koszty realizacji.
Z uwagi na poszerzenie jezdni ulicy F. Bocheńskiego, która stała się łącznikiem pomiędzy autostradą A4 a Drogową Trasą Średnicową, wyburzono zachodnią część kolonii przy ulicy F. Bocheńskiego. Familoki te przeznaczono do wyburzenia w okolicach 1996 roku zgodnie z zapisami wówczas obowiązującego Miejscowego Planu Zagospodarowania Przestrzennego Miasta Katowice.

## Charakterystyka

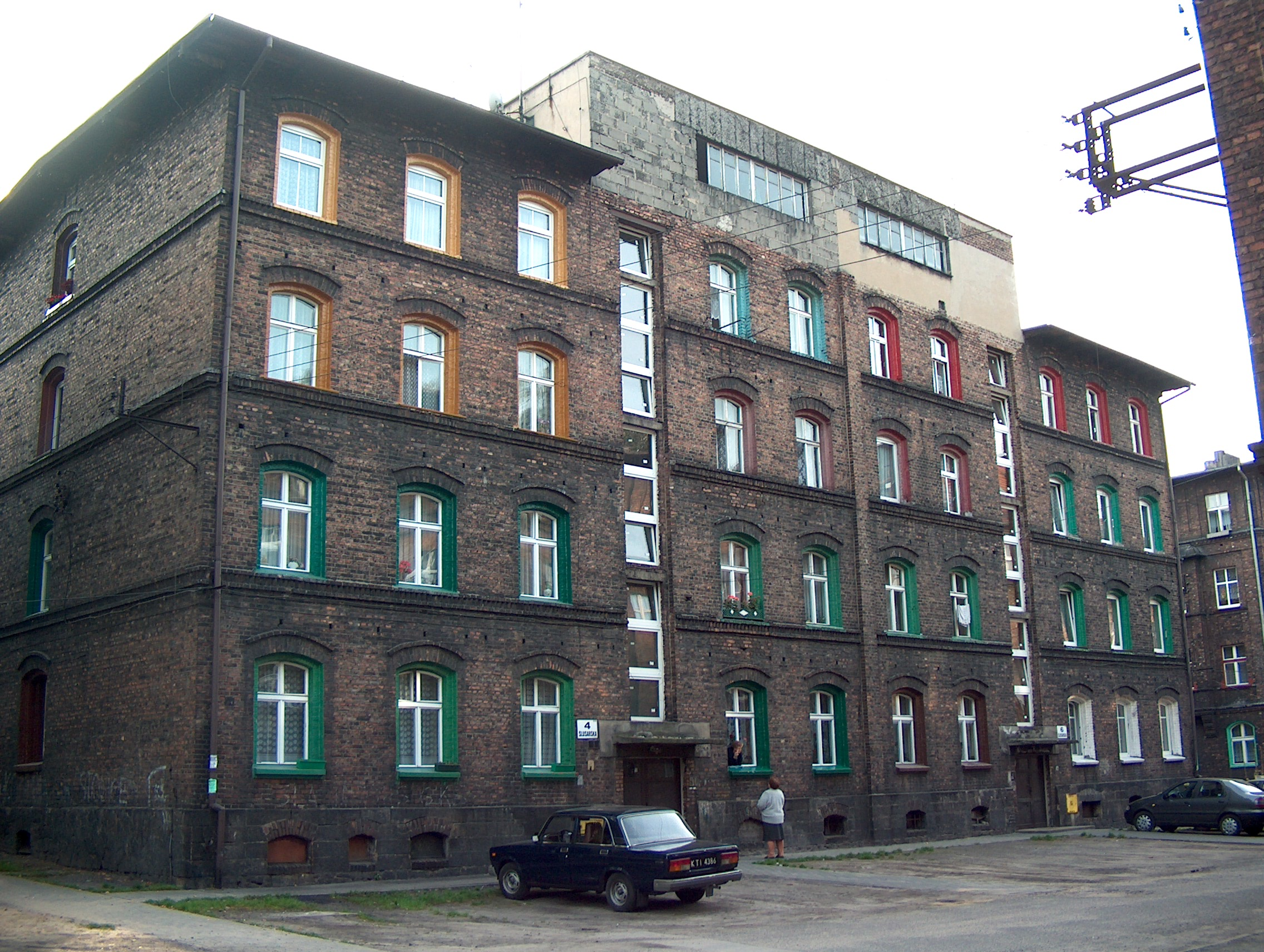
Familok przy ulicy Ślusarskiej

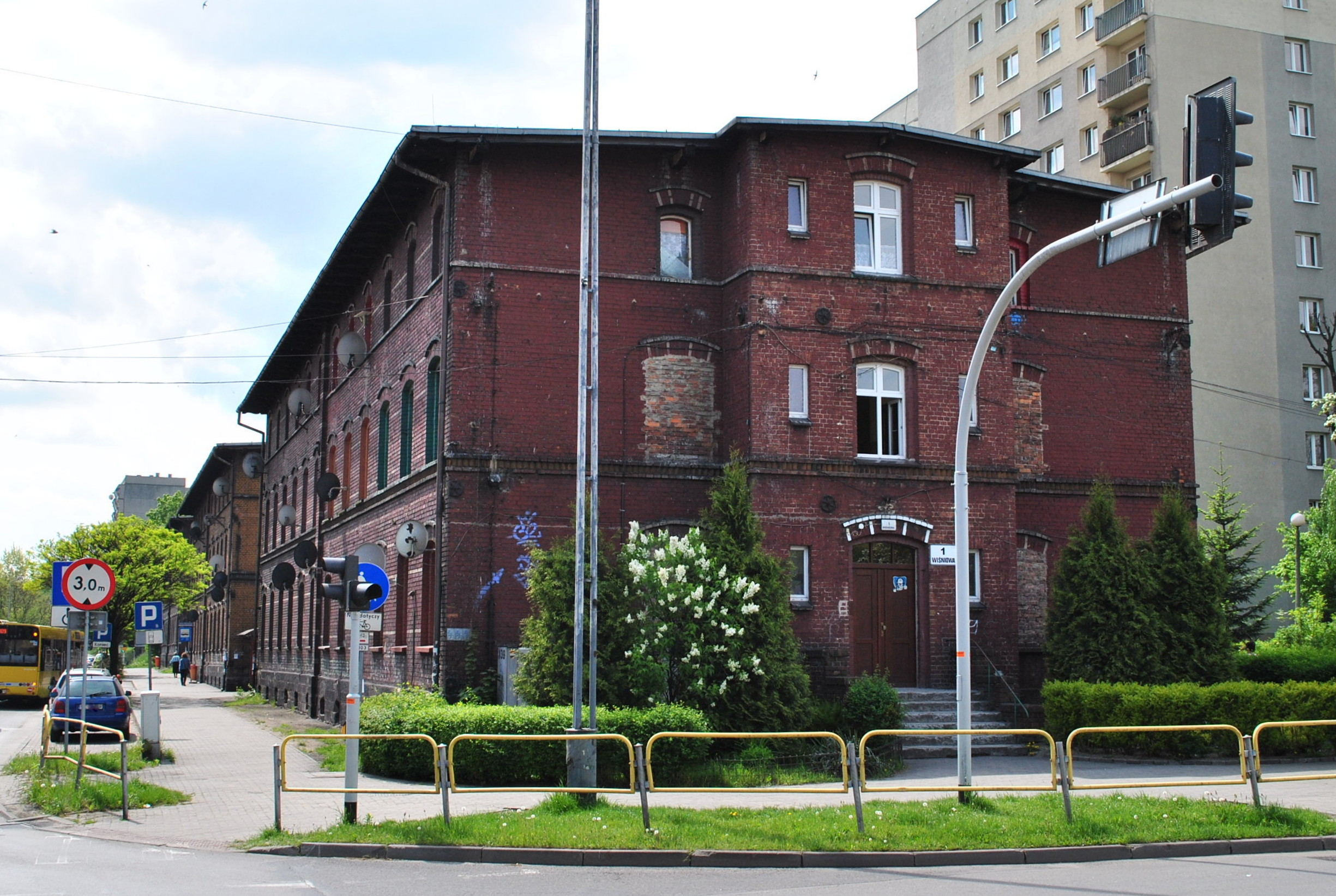
Familoki przy ulicy Wiśniowej

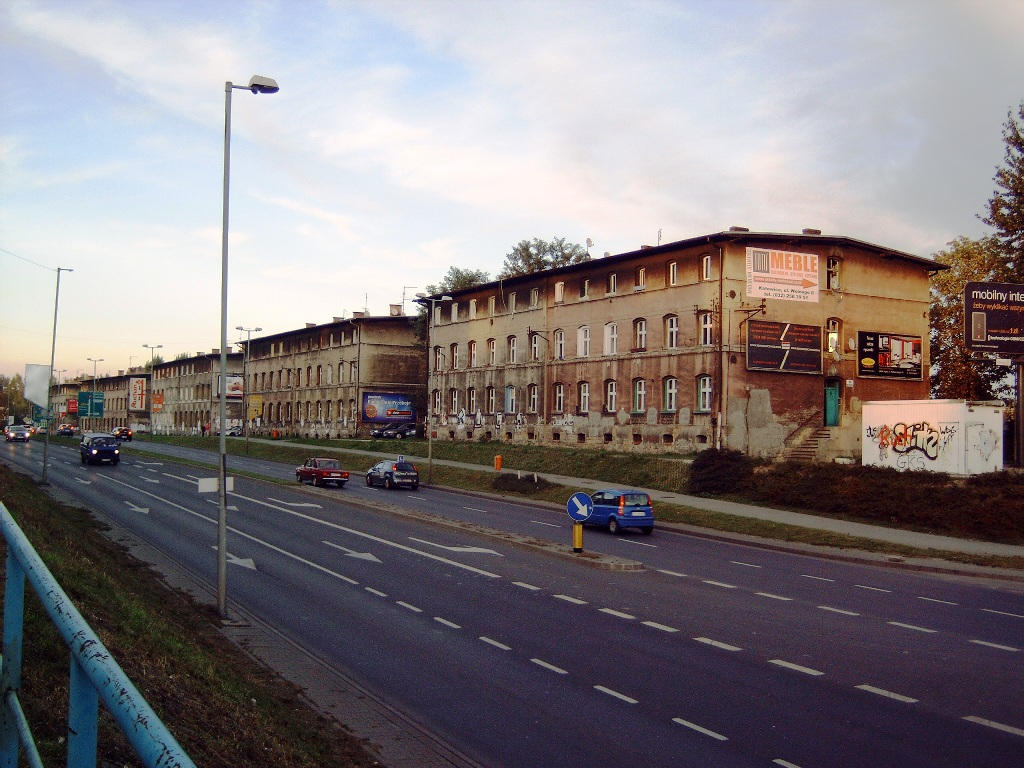
Familoki przy ulicy Bocheńskiego

Kolonia robotnicza kopalni „Kleofas” położona jest w północno-zachodniej części Katowic, w dzielnicy Załęże, w rejonie ulic: Gliwickiej, Wiśniowej, Lisa, Ślusarskiej, J. Wyplera, Pokoju i F. Bocheńskiego.
W zabudowie kolonii przeważają familoki, a także występują tutaj domy w typie kamienicy. Pod względem układu urbanistycznego familoki te są ułożono kalenicowo wzdłuż ulic prostopadłych do ulicy Gliwickiej, zaś pozostałe budynku wybudowano prostopadle do nich, tworząc wewnętrzne place, które mają funkcje rekreacyjną – znajdują się tam zieleńce oraz tereny rekreacyjne.
Familoki kopalni „Kleofas” są obiektami zwarta bryłą, wybudowanymi w technologii tradycyjnej, murowanymi z cegły, na kamiennym cokole i podpiwniczone. Wybudowane są  na rzucie wydłużonego prostokąta. Są ona dwusegmentowe wejściami do poszczególnych segmentów w przeciwległych ścianach szczytowych. Kryte są one dachami pokrytymi papą, o niewielkim kącie nachylenia.
Familoki mają w większości nieotynkowaną ceglaną elewację prócz m.in. familoków po wschodniej stronie ulicy F. Bocheńskiego, które są otynkowane. Elewacje są przeważnie identyczne od strony ulicy i podwórza, których artykulację poziomą podtrzymują kamienny cokół, gzymsy podokienne, zaś pionową lizeny ceglane dzielące budyni na segmenty. Część z nich posiadają na elewacjach także dekoracje z układanej cegły, wykusze i gzymsy. Familoki posiadają w większości otwory okienne prostokątne zamknięte łukiem odcinkowym.
Układ wnętrz części familoków jest dwutraktowy z korytarzem międzytraktowym, mieszczącym biegi schodów. Mieszczą one do 36 mieszkań w budynku. Mieszkania w familokach posiadały zróżnicowany standard. Zapewniały one początkowo jedynie podstawowe wymogi – każda rodzina zamieszkiwała dwie izby (pokój i kuchnię) ogrzewane piecami na węgiel.
Domy dla dozoru wyższego i urzędników kopalnianych (domy urzędnicze) miały wyższy standard. W mieszkaniach były ubikacje, a w większości z nich łazienki wyposażone w specjalne piecyki węglowe.
W rejonie ulic Wiśniowej i F. Bocheńskiego znajdowały się dodatkowo budynki, w których mieszkańcy mogli wypiekać pieczywo, a także prać, suszyć i maglować bieliznę. W pobliżu familoków istniały także chlewiki, które z biegiem czasu wyburzono. Ustępy zaś zlikwidowane po połączeniu familoków do kanalizacji.
Część kolonii przy ulicy F. Bocheńskiego wykazuje największą powtarzalność zabudowy i przypomina architektonicznie kolonię przy ulicy Lwowskiej – tzw. Helgoland.  Część familoków kopalni „Kleofas” wykazuje także podobieństwo do zabudowy zabytkowego Nikiszowca, gdyż projektowane były przez architektów współpracujących ze spółką Georg von Giesches Erben – Emila i Georga Zillmannów.
Spośród familoków i budynków kolonii kopalni „Kleofas”, do obiektów chronionych i proponowanych do objęcia ochroną na podstawie ustaleń planów miejscowych należą następujące budynki, z których część wpisanych jest do gminnej ewidencji zabytków:
- Ul. Gliwicka 200 – zespół familoków[22],
- Ul. Gliwicka 205, 205a i 207 – zespół wzniesiony dla rodzin robotniczych w 1921 roku według projektu Zillmannów[16],
- Ul. Gliwicka 227, 227a, 227b i 229 – zespół wzniesiony dla rodzin urzędniczych w 1914 roku według projektu Zillmannów[16],
- Ul. Gliwicka 231 i 233 – familoki w stylu historycznym[22],
- Ul. Lisa 1-10, 12 i 14 – zespół familoków w stylu modernistycznym[22], z czego pod nr. 3-5 i 7-9 według projektu Zillmannów[16],
- Ul. Ślusarska 1 / J. Wyplera 4-6 – kamienica-familok kopalni w stylu modernistycznym[22],
- Ul. Ślusarska 4-7 – zespół familoków w stylu modernistycznym[22],
- Ul. Wiśniowa 1-7, 9 i 11 – zespół familoków[22],
- Ul. J. Wyplera 2 / Gliwicka 186 – kamienica w stylu modernistycznym[22],
- Ul. J. Wyplera 7 – kamienica-familok w stylu historycznym[22],
- Ul. J. Wyplera 8, 10, 12-15 – zespół familoków[22],
- Ul. J. Wyplera 9-11 – kamienica-familok w stylu modernistycznym[22].

Pośrodku osiedla znajduje się gmach szkolny – Szkoła Podstawowa nr 22 im. J. Słowackiego w Katowicach z siedzibą przy ulicy M. Wolskiego 3. W rejonie kolonii, przy ulicy Gliwickiej 148 placówkę ma Stowarzyszenie Pomocy Dzieciom i Młodzieży „Dom Aniołów Stróżów”, przy ulicy Gliwickiej 150 Rada i Zarząd Dzielnicy nr 7 Załęże, a przy ulicy Gliwickiej 152 sklep sieci Społem Katowice.
W rejonie osiedla znajdują się dwa przystanki miejskiego transportu zbiorowego ZTM: Załęże Wiśniowa (przystanek autobusowy i tramwajowy przy ulicy Wiśniowej), a także Załęże Dwór (przystanek tramwajowy na skrzyżowaniu ulic F. Bocheńskiego, Brackiej i Gliwickiej). W pobliżu drugiego przystanku działa także 13-stanowiskowa stacja wypożyczalni rowerów miejskich Metrorower nr 27151.
Wierni rzymskokatoliccy z kolonii kopalni „Kleofas” przynależą do parafii św. Józefa, zaś w pobliżu kolonii przy ulicy Gliwickiej 195/1 działa Dom Zakonny Kapucynów w Katowicach Zakonu Braci Mniejszych Kapucynów Prowincji Krakowskiej.